# Тюбах
Тюбах (нім. Tübach) — громада  в Швейцарії в кантоні Санкт-Галлен, виборчий округ Роршах.

## Географія
Громада розташована на відстані близько 165 км на схід від Берна, 9 км на північний схід від Санкт-Галлена.
Тюбах має площу 2 км², з яких на 33,3% дозволяється будівництво (житлове та будівництво доріг), 60,6% використовуються в сільськогосподарських цілях, 6,1% зайнято лісами, 0% не є продуктивними (річки, льодовики або гори).

## Демографія
2019 року в громаді мешкало 1438 осіб (+15,7% порівняно з 2010 роком), іноземців було 11,5%. Густота населення становила 723 осіб/км².
За віковим діапазоном населення розподілялося таким чином: 24,6% — особи молодші 20 років, 57,4% — особи у віці 20—64 років, 17,9% — особи у віці 65 років та старші. Було 573 помешкань (у середньому 2,5 особи в помешканні).
Із загальної кількості 816 працюючих 21 був зайнятий в первинному секторі, 337 — в обробній промисловості, 458 — в галузі послуг.